# Vinogradarska područja Republike Hrvatske
Republika Hrvatska je različitih klimatskih i zemljišnih uvjeta, zbog čega vinogradarska područja Republike Hrvatske dijelimo na 3 regije: Istočna kontinentalna Hrvatska, Zapadna kontinentalna Hrvatska i Primorska Hrvatska. Svaka regija podijeljena je na podregije, vinogorja i vinogradarske položaje. Podjela vinogorja na položaje utvrđuje se sukladno Listi zemljopisnih oznaka (Narodne novine« br. 6/04 i 111/2008). Pravilnik o Nacionalnoj listi priznatih kultivara vinove loze Republike Hrvatske nabraja sljedećih dvanaest podregija koje Pravilnik o zemljopisnim područjima uzgoja vinove loze grupira u četiri vinorodne (vinogradarske) zone proizvodnje:

## Vinogradarska regija Istočna kontinentalna Hrvatska

### Hrvatsko Podunavlje (zona CI)
Vinogorja u Hrvatskom Podunavlju su: Srijem, Erdut i Baranja.
Vinogradarska podregija Hrvatsko Podunavlje pripada vinorodnoj (vinogradarskoj) zoni proizvodnje CI prema Pravilniku o zemljopisnim područjima uzgoja vinove loze Republike Hrvatske.
Preporučeni kultivari vinove loze po Pravilniku o Nacionalnoj listi priznatih kultivara vinove loze Republike Hrvatske su: Alicante Bouschet, Cabernet franc, Cabernet sauvignon, Chardonnay, Frankovka, Gamay bojadiser, Gamay crni, Graševina, Kadarka, Kerner bijeli, Manzoni bijeli, Merlot, Moslavac, Muškat bijeli, Muškat crveni, Muškat ottonel, Muškat žuti, Pinot bijeli, Pinot crni, Pinot sivi, Portugizac, Rajnski rizling, Rizvanac, Ružica crvena, Sauvignon, Semillon, Silvanac zeleni, Syrah, Traminac bijeli, Traminac crveni, Zweigelt.

### Slavonija (zona CI)
Vinogorja u Slavoniji su: Đakovo, Slavonski Brod, Nova Gradiška, Požega – Pleternica, Kutjevo, Daruvar, Pakrac, Feričanci, Orahovica – Slatina i Virovitica.
Vinogradarska podregija Slavonija pripada vinorodnoj (vinogradarskoj) zoni proizvodnje CI prema Pravilniku o zemljopisnim područjima uzgoja vinove loze Republike Hrvatske.
Preporučeni kultivari vinove loze po Pravilniku o Nacionalnoj listi priznatih kultivara vinove loze Republike Hrvatske za ovu podregiju su: Alicante Bouschet, Blauburger, Cabernet franc, Cabernet sauvignon, Chardonnay, Frankovka, Gamay bojadiser, Gamay crni, Graševina, Kadarka, Kerner bijeli, Malbec crni, Manzoni bijeli, Merlot, Moslavac, Muškat bijeli, Muškat crveni, Muškat ottonel, Muškat ruža crni, Muškat žuti, Nebiolo, Neuburger, Pinot bijeli, Pinot crni, Pinot sivi, Portugizac, Radgonska ranina, Rajnski rizling, Ranfol, Rizvanac, Ružica crvena, Sauvignon, Semillon, Silvanac zeleni, Syrah, Traminac bijeli, Traminac crveni, Tribidrag, Verduzzo, Viognier bijeli, Zelenac slatki, Zweigelt.

## Vinogradarska regija Zapadna kontinentalna Hrvatska

### Moslavina (zona B)
Vinogorja u Moslavini su: Voloder – Ivanić-Grad i Čazma.
Vinogradarska podregija Moslavina pripada vinorodnoj (vinogradarskoj) zoni proizvodnje B prema Pravilniku o zemljopisnim područjima uzgoja vinove loze Republike Hrvatske.
Preporučeni kultivari vinove loze po Pravilniku o Nacionalnoj listi priznatih kultivara vinove loze Republike Hrvatske za ovu podregiju su: Alicante Bouschet, Blauburger, Cabernet cortis, Cabernet franc, Cabernet sauvignon, Chardonnay, Dišeća ranina bijela, Dornfelder, Frankovka, Gamay bojadiser, Gamay crni, Graševina, Johanniter, Kadarka, Kerner bijeli, Kraljevina, Lovrijenac, Manzoni bijeli, Merlot, Merzling, Moslavac, Muškat bijeli, Muškat crveni, Muškat ottonel, Muškat žuti, Neuburger, Phoenix, Pinot bijeli, Pinot crni, Pinot sivi, Plavec žuti, Portugizac, Radgonska ranina, Rajnski rizling, Ranfol, Regent, Rizvanac, Sauvignon, Semillon, Silvanac zeleni, Solaris, Staufer, Syrah, Škrlet, Traminac bijeli, Traminac crveni, Zweigelt.

### Prigorje – Bilogora (zona B)
Vinogorja u Prigorju – Bilogori su: Dugo Selo – Vrbovec, Kalnik, Koprivnica – Đurđevac, Bilogora, Zelina i Zagreb.
Vinogradarska podregija Prigorje – Bilogora pripada vinorodnoj (vinogradarskoj) zoni proizvodnje B prema Pravilniku o zemljopisnim područjima uzgoja vinove loze Republike Hrvatske.
Preporučeni kultivari vinove loze po Pravilniku o Nacionalnoj listi priznatih kultivara vinove loze Republike Hrvatske za ovu podregiju su: Alicante Bouschet, Blauburger, Cabernet cortis, Cabernet franc, Cabernet sauvignon, Chardonnay, Dornfelder, Frankovka, Gamay bojadiser, Gamay crni, Graševina, Johanniter, Kadarka, Kerner bijeli, Kleščec bijeli, Kraljevina, Lovrijenac, Manzoni bijeli, Merlot, Merzling, Moslavac, Muškat bijeli, Muškat crveni, Muškat žuti, Phoenix, Pinot bijeli, Pinot crni, Pinot sivi, Plavec žuti, Portugizac, Radgonska ranina, Rajnski rizling, Ranfol, Regent, Rizvanac, Sauvignon, Semillon, Silvanac zeleni, Solaris, Staufer, Syrah, Škrlet, Traminac bijeli, Traminac crveni, Veltlinac crveni, Zweigelt.

### Plešivica (zona B)
Vinogorja u Plešivici su: Samobor, Plešivica – Okić, Sveta Jana, Krašić i Ozalj – Vivodina.
Vinogradarska podregija Plešivica pripada vinorodnoj (vinogradarskoj) zoni proizvodnje B prema Pravilniku o zemljopisnim područjima uzgoja vinove loze Republike Hrvatske.
Preporučeni kultivari vinove loze po Pravilniku o Nacionalnoj listi priznatih kultivara vinove loze Republike Hrvatske za ovu podregiju su: Alicante Bouschet, Blauburger, Cabernet cortis, Cabernet franc, Cabernet sauvignon, Chardonnay, Dornfelder, Frankovka, Gamay bojadiser, Gamay crni, Graševina, Johanniter, Kadarka, Kavčina crna, Kerner bijeli, Kraljevina, Lipovina, Lovrijenac, Manzoni bijeli, Merlot, Merzling, Moslavac, Muškat bijeli, Muškat crveni, Muškat morio, Muškat ottonel, Muškat žuti, Neuburger, Phoenix, Pinot bijeli, Pinot crni, Pinot sivi, Plavec žuti, Portugizac, Radgonska ranina, Rajnski rizling, Ranfol, Regent, Rizvanac, Sauvignon, Semillon, Silvanac zeleni, Solaris, Staufer, Syrah, Šipelj, Traminac bijeli, Traminac crveni, Veltlinac crveni, Veltlinac zeleni, Zelenac slatki, Zweigelt.

### Pokuplje (zona B)
Vinogradarska podregija Pokuplje pripada vinorodnoj (vinogradarskoj) zoni proizvodnje B prema Pravilniku o zemljopisnim područjima uzgoja vinove loze Republike Hrvatske.
Preporučeni kultivari vinove loze po Pravilniku o Nacionalnoj listi priznatih kultivara vinove loze Republike Hrvatske za ovu podregiju su: Alicante Bouschet, Blauburger, Cabernet cortis, Chardonnay, Dišeća ranina bijela, Dornfelder, Frankovka, Graševina, Johanniter, Kavčina crna, Kerner bijeli, Lovrijenac, Manzoni bijeli, Merlot, Merzling, Moslavac, Muškat bijeli, Muškat crveni, Muškat ottonel, Muškat žuti, Phoenix, Pinot bijeli, Pinot crni, Pinot sivi, Plavec žuti, Portugizac, Radgonska ranina, Rajnski rizling, Ranfol, Regent, Rizvanac, Sauvignon, Semillon, Silvanac zeleni, Solaris, Staufer, Šipelj, Škrlet, Traminac bijeli, Traminac crveni, Zelenac slatki, Zweigelt.

### Zagorje – Međimurje (zona B)
Vinogorja u Zagorju – Međimurju su: Međimurje, Varaždin, Ludbreg, Krapina, Zlatar, Zabok, Klanjec, Stubica, Pregrada i Zaprešić.
Vinogradarska podregija Zagorje – Međimurje pripada vinorodnoj (vinogradarskoj) zoni proizvodnje B prema Pravilniku o zemljopisnim područjima uzgoja vinove loze Republike Hrvatske.
Preporučeni kultivari vinove loze po Pravilniku o Nacionalnoj listi priznatih kultivara vinove loze Republike Hrvatske za ovu podregiju su: Alicante Bouschet, Belina Hižakovo, Blauburger, Cabernet cortis, Cabernet franc, Cabernet sauvignon, Chardonnay, Dišeća ranina bijela, Frankovka, Gamay bojadiser, Graševina, Johanniter, Kavčina crna, Kerner bijeli, Kraljevina, Lipovina, Lovrijenac, Manzoni bijeli, Merlot, Merzling, Mirkovača, Modra kosovina, Moslavac, Muškat bijeli, Muškat crveni, Muškat ottonel, Muškat žuti, Phoenix, Pinot bijeli, Pinot crni, Pinot sivi, Portugizac, Radgonska ranina, Rajnski rizling, Ranfol, Regent, Rizvanac, Sauvignon, Semillon, Silvanac zeleni, Smudna belina, Sokol, Solaris, Stara hrvatska belina, Staufer, Svetokriška belina, Syrah, Traminac bijeli, Traminac crveni, Trollinger blau, Veltlinac crveni, Veltlinac zeleni, Zelenac slatki, Zweigelt.

## Vinogradarska regija Primorska Hrvatska

### Hrvatska Istra (zona CII)
Vinogorja u Hrvatskoj Istri su: Zapadna Istra, Centralna Istra i Istočna Istra.
Vinogradarska podregija Hrvatska Istra pripada vinorodnoj (vinogradarskoj) zoni proizvodnje CII prema Pravilniku o zemljopisnim područjima uzgoja vinove loze Republike Hrvatske.
Preporučeni kultivari vinove loze po Pravilniku o Nacionalnoj listi priznatih kultivara vinove loze Republike Hrvatske za ovu podregiju su: Alicante Bouschet, Ancellotta, Barbera, Cabernet franc, Cabernet sauvignon, Carmenere crni, Chardonnay, Croatina crna, Frankovka, Gamay bojadiser, Hrvatica, Malvazija istarska, Manzoni bijeli, Merlot, Muškat bijeli, Muškat crveni, Muškat ottonel, Muškat ruža crni, Muškat žuti, Nebiolo, Petit verdot, Pinot bijeli, Pinot crni, Pinot sivi, Refošk, Sauvignon, Sauvignonasse, Semillon, Syrah, Tempranillo, Teran, Trebbiano Toscano, Verduzzo, Viognier bijeli, Žlahtina.

### Hrvatsko primorje (zona CII)
Vinogorja u Hrvatskom primorju su: Opatija – Rijeka – Vinodol, Krk, Rab, Cres – Lošinj i Pag.
Vinogradarska podregija Hrvatsko primorje pripada vinorodnoj (vinogradarskoj) zoni proizvodnje CII prema Pravilniku o zemljopisnim područjima uzgoja vinove loze Republike Hrvatske.
Preporučeni kultivari vinove loze po Pravilniku o Nacionalnoj listi priznatih kultivara vinove loze Republike Hrvatske za ovu podregiju su: Alicante Bouschet, Babić, Bilan bijeli, Brajda crna, Brajdica bijela, Chardonnay, Cabernet franc, Cabernet sauvignon, Croatina crna, Debejan crni, Debit, Draganela, Frankovka, Gamay bojadiser, Gegić, Grenache blanc, Grenache noir, Hrvatica, Jarbola, Magrovina, Malvazija istarska, Manzoni bijeli, Maraština, Mejsko belo, Merlot, Muškat crveni, Muškat ruža crni, Muškat žuti, Nebiolo, Ošljevina, Pinot bijeli, Pinot crni, Pinot sivi, Plavac mali crni, Plavčina, Plavica, Plavina, Refošk, Rušljin crni, Sansigot, Sauvignon, Semillon, Syrah, Teran, Trbljan, Tribidrag, Trojišćina crvena, Verdić, Volarovo, Žlahtina, Žumić.

### Sjeverna Dalmacija (zona CIII)
Vinogorja u Sjevernoj Dalmaciji su: Zadar – Biograd, Šibenik i Primošten.
Vinogradarska podregija Sjeverna Dalmacija pripada vinorodnoj (vinogradarskoj) zoni proizvodnje CIII prema Pravilniku o zemljopisnim područjima uzgoja vinove loze Republike Hrvatske.
Preporučeni kultivari vinove loze po Pravilniku o Nacionalnoj listi priznatih kultivara vinove loze Republike Hrvatske za ovu podregiju su: Alicante Bouschet, Babić, Cabernet franc, Cabernet sauvignon, Carignan, Chardonnay, Cinsaut, Debit, Grenache blanc, Grenache noir, Lasina, Maraština, Merlot, Mourverdre, Muškat crveni, Muškat žuti, Plavac mali crni, Plavina, Pošip bijeli, Rkaciteli, Sauvignon, Svrdlovina crna, Syrah, Trebbiano Romagnolo, Trebbiano Toscano, Trbljan, Tribidrag, Vranac, Zadarka.

### Dalmatinska zagora (zona CII)
Vinogorja u Dalmatinskoj zagori su:
- Benkovac – Stankovci,
- Skradin,
- Knin,
- Promina,
- Drniš,
- Sinj–Vrlika (Sinj, Hrvace, Vrlika, Otok, Trilj, Dicmo, Muć, Dugopolje),
- Kaštelanska zagora,
- Imotski i
- Vrgorac.

Vinogradarska podregija Dalmatinska zagora pripada vinorodnoj (vinogradarskoj) zoni proizvodnje CII prema Pravilniku o zemljopisnim područjima uzgoja vinove loze Republike Hrvatske.
Preporučeni kultivari vinove loze po Pravilniku o Nacionalnoj listi priznatih kultivara vinove loze Republike Hrvatske za ovu podregiju su: Alicante Bouschet, Babić, Blatina, Cabernet franc, Cabernet sauvignon, Carignan, Chardonnay, Cinsaut, Debit, Glavinuša, Graševina, Grenache blanc, Grenache noir, Kujundžuša, Lasina, Maraština, Medna, Merlot, Mourverdre, Muškat crveni, Muškat žuti, Ninčuša, Okatica bijela, Pinot bijeli, Pinot crni, Pinot sivi, Plavac mali crni, Plavina, Pošip bijeli, Rkaciteli, Sauvignon, Svrdlovina crna, Syrah, Trebbiano Toscano, Trbljan, Tribidrag, Trnjak, Viognier bijeli, Vranac, Zlatarica, Žilavka.

### Srednja i Južna Dalmacija (zona CIII)
Vinogorja u Srednjoj i Južnoj Dalmaciji su: Kaštela – Trogir, Split – Omiš – Makarska, Neretva, Konavle i Mljet.
Vinogradarska podregija Srednja i Južna Dalmacija pripada vinorodnoj (vinogradarskoj) zoni proizvodnje CIII prema Pravilniku o zemljopisnim područjima uzgoja vinove loze Republike Hrvatske.
Preporučene sorte vinove loze po Pravilniku o Nacionalnoj listi priznatih sorti vinove loze Republike Hrvatske za ovu podregiju su: Alicante Bouschet, Babica, Babić, Bogdanuša, Bratkovina, Bratkovina crvena, Cabernet franc, Cabernet sauvignon, Cetinka, Chardonnay, Crljenak viški, Debit, Dobričić, Drnekuša, Glavinuša, Graševina, Grk, Kadarun, Kurtelaška bijela, Ljutac, Malvasija dubrovačka bijela, Maraština, Merlot, Mladenka, Mourverdre, Muškat crveni, Muškat ruža crni, Muškat žuti, Ninčuša, Plavac mali crni, Plavac mali sivi, Plavina, Pošip bijeli, Pošip crni, Prč, Rkaciteli, Syrah, Tempranillo, Trebbiano Toscano, Trbljan, Tribidrag, Viognier bijeli, Vlaška, Vranac, Vugava, Zlatarica, Žilavka.